# André Holsbeke
Andreas Raymondus (André) Holsbeke (Nevele, 22 november 1928 - Sint-Martens-Latem, 30 september 2021) was een Belgisch politicus voor de BSP en diens opvolger SP.

## Levensloop
Holsbeke werd bediende bij de ABVV en vervolgens bij de Socialistische Mutualiteiten. In 1977 werd hij de adjunct-secretaris van de Socialistische Mutualiteiten van het arrondissement Gent-Eeklo.
Hij was ook politiek actief voor de BSP en werd voor deze partij van 1968 tot 1985 provincieraadslid van Oost-Vlaanderen. Van 1977 tot 1985 was hij ondervoorzitter van de provincieraad en van 1983 tot 1985 was hij tevens OCMW-raadslid van Nevele, waar hij van 1988 tot 1991 gemeenteraadslid was. Van 1985 tot 1991 zetelde hij ook in de Belgische Senaat als gecoöpteerd senator.
Onder zijn impuls werd het Kasteel van Astene en bijhorend domein, dat omstreeks 1914 eigendom was geworden van de socialistische Gentse Coöperatieve Maatschappij Vooruit, omgevormd tot het ontspannings- en vormingsoord De Ceder.
Op 3 december 1980 werd Holsbeke benoemd tot ridder en op 14 november 1991 tot officier in de Leopoldsorde.